# G.L.S.-United
G.L.S.-United war eine deutsche Rap-Gruppe, die nur ein Lied aufnahm. 

## Werdegang
Sie erreichte mit dem Titel Rapper’s Deutsch im April 1980 Platz 49 in den deutschen Singlecharts. Es handelt sich dabei um eine parodistische Coverversion des berühmten Hits Rapper’s Delight der US-amerikanischen Hip-Hop-Band Sugarhill Gang. 
G.L.S.-United bestand aus Thomas Gottschalk, Frank Laufenberg und Manfred Sexauer. Aus den Anfangsbuchstaben der Nachnamen ergibt sich der erste Teil ihres Projektnamens. Die drei Interpreten tragen in dem Lied einen Generationenkonflikt aus: Laufenberg erzählt, welche Bands und Sänger in den 1960er Jahren angesagt waren und was für Erinnerungen er an diese Zeit hat. Anschließend schwärmt Sexauer von den 1950er Jahren, wohingegen Gottschalk schließlich die damals aktuelle Musik bevorzugt. 
Rapper’s Deutsch wurde von Harold Faltermeyer produziert. Der deutsche Text stammt von Horst Mittmann und Michael Bollinger.